# NGC 4593
NGC 4593 (другие обозначения — MCG -1-32-32, MK 1330, IRAS12370-0504, PGC 42375) — спиральная галактика с перемычкой (SBb) в созвездии Дева.
Этот объект входит в число перечисленных в оригинальной редакции «Нового общего каталога».